# Gnamptogenys bufonis
Gnamptogenys bufonis é uma espécie de formiga do gênero Gnamptogenys.